# Imperial Teen
Imperial Teen es un grupo indie pop de San Francisco, formado por Roddy Bottum (Faith No More) en guitarra y voces, Will Schwartz (Hey Willpower) en guitarra y voces, Lynn Truell (ex Sister Double Happiness, The Dicks, y The Wrecks) en batería y coros, y Jone Stebbins (anteriormente de The Wrecks) en bajo y coros. Imperial Teen se hizo conocido por sus armonías de chico y chica y por el cambio de instrumentos de sus miembros durante los recitales. 

## Discografía

### Álbumes de estudio
- Seasick - 1996
- What is Not to Love - 1998
- On - 2002
- The Hair the TV the Baby and the Band - 2007
- Feel The Sound - 2012
- Now We Are Timeless - 2019

### Álbumes en vivo
- Live at Maxwell's - 2002

### Sencillos y EP
- You're One — (Vinyl 45 EP) 1996 — (Waterboy, Pretty, You're One)
- Butch — 1996 — Various CD Singles, Promos, and 45's.
- Imperial Teen— (Vinyl 45 EP) (fecha desconocida) — (Imperial Teen, Waterboy, Shayla)
- Sweet and Touching— (Vinyl 45 EP) (fecha desconocida) — (Ivanka, Sweet and Touching)

### Canciones en compilados
- Jawbreaker Movie Soundtrack — 1999 — ('Yoo Hoo', originalmente en "What is Not to Love")
- Ten Years Of Noise Pop 1993 - 2002 — 2002 — ('The Beginning', originalmente en "What is Not to Love")
- Merge Records Presents Survive And Advance, Volume 1 — 2002 — ('Sugar', originalmente en "On")
- Wig In A Box: Songs From & Inspired By Hedwig And The Angry Inch — 2003 — ('Freaks')
- Old Enough To Know Better — 2004 — ('Ivanka', originalmente en "On")